# Washingtongrondeekhoorn
De washingtongrondeekhoorn (Urocitellus washingtoni)  is een zoogdier uit de familie van de eekhoorns (Sciuridae). De wetenschappelijke naam van de soort werd voor het eerst geldig gepubliceerd door A.H. Howell in 1938.

## Voorkomen
De soort komt voor in de Verenigde Staten.